# FKBPL
FKBPL (англ. FK506 binding protein like) – білок, який кодується однойменним геном, розташованим у людей на короткому плечі 6-ї хромосоми. Довжина поліпептидного ланцюга білка становить 349 амінокислот, а молекулярна маса — 38 176.
| 10         |  | 20         |  | 30         |  | 40         |  | 50         |
| ---------- |  | ---------- |  | ---------- |  | ---------- |  | ---------- |
| METPPVNTIG |  | EKDTSQPQQE |  | WEKNLRENLD |  | SVIQIRQQPR |  | DPPTETLELE |
| VSPDPASQIL |  | EHTQGAEKLV |  | AELEGDSHKS |  | HGSTSQMPEA |  | LQASDLWYCP |
| DGSFVKKIVI |  | RGHGLDKPKL |  | GSCCRVLALG |  | FPFGSGPPEG |  | WTELTMGVGP |
| WREETWGELI |  | EKCLESMCQG |  | EEAELQLPGH |  | SGPPVRLTLA |  | SFTQGRDSWE |
| LETSEKEALA |  | REERARGTEL |  | FRAGNPEGAA |  | RCYGRALRLL |  | LTLPPPGPPE |
| RTVLHANLAA |  | CQLLLGQPQL |  | AAQSCDRVLE |  | REPGHLKALY |  | RRGVAQAALG |
| NLEKATADLK |  | KVLAIDPKNR |  | AAQEELGKVV |  | IQGKNQDAGL |  | AQGLRKMFG  |

A: Аланін

C: Цистеїн

D: Аспарагінова кислота

E: Глутамінова кислота

F: Фенілаланін

G: Гліцин

H: Гістидин

I: Ізолейцин

K: Лізин

L: Лейцин

M: Метіонін

N: Аспарагін

P: Пролін

Q: Глутамін

R: Аргінін

S: Серин

T: Треонін

V: Валін

W: Триптофан

Кодований геном білок за функцією належить до фосфопротеїнів. 